# Анна фон Насау-Диленбург (1541 – 1616)
Анна фон Насау-Диленбург (на немски: Anna von Nassau-Dillenburg; * 21 септември 1541, Диленбург; † 12 февруари 1616, Вайлбург) е графиня от Насау и чрез женитба графиня на Насау-Вайлбург. Тя е сестра на княз Вилхелм Орански.

## Произход и брак
Тя е дъщеря на граф Вилхелм фон Насау (1487 – 1559) и втората му съпруга Юлиана фон Щолберг (1506 – 1580), дъщеря на Бото фон Щолберг (1467 – 1538), граф на Щолберг, и съпругата му Анна фон Епщайн-Кьонигщайн. Майка ѝ Юлиана фон Щолберг е вдовица на граф Филип II фон Ханау-Мюнценберг и отива с децата си в Диленбург.
Анна се омъжва на 16 юни 1559 г. за граф Албрехт фон Насау-Вайлбург (1537 – 1593).

## Деца
Анна и Албрехт имат децата:
- Анна Амалия (* 1560; † 1635); омъжена за граф Ото фон Золмс-Зоненвалде
- Юлиана (* 1562; † 1562)
- Катарина (* 1563; † 1613); умира неомъжена
- Лудвиг II (* 1565; † 1627); наследява Отвайлер
- Георг Филип (* 1567; † 1570)
- Албрехт (* 1569; † 1570)
- Вилхелм (* 1570; † 1597); наследява Вайлбург
- Елизабет (* 1572; † 1607); омъжена за граф Георг II фон Сайн-Витгенщайн
- Юлиана (* 1574; † ?); умира рано
- Анна Сибила (* 1575; † ок. 1643); омъжена за фрайхер Петер Ернст фон Крихинген-Пютлинген
- Йохан Казимир (* 1577; † 1602); наследява Глайберг, женен 1601 за Елизабет (1579 – 1655), дъщеря на ландграф Георг I фон Хесен-Дармщат
- Магдалена (* 1580; † 1658); умира неомъжена
- Анна Отилия (* 1582; † 1635); омъжена за граф Вилхелм II фон Сайн-Витгенщайн
- Ернеста (* 1584; † 1665); омъжена за Филип Лудвиг I фон Вид